# Vuelo 1492 de Aeroflot
El vuelo 1492 de Aeroflot fue un vuelo de pasajeros nacional desde el Aeropuerto Internacional de Moscú-Sheremétievo en Moscú (Rusia) hacia el aeropuerto de Múrmansk, en Múrmansk (Rusia). El 5 de mayo de 2019 el avión Sukhoi Superjet 100 que operaba el vuelo estaba despegando cuando fue alcanzado por un rayo. La aeronave sufrió una falla eléctrica y regresó a Sheremetyevo para realizar un aterrizaje de emergencia. El aterrizaje forzoso provocó el colapso del tren de aterrizaje y el derrame de combustible por las alas, provocando un incendio. El fuego envolvió la parte trasera del avión, resultando en la muerte de 41 de los 78 ocupantes.
Este incidente marcó el segundo accidente mortal de un modelo Sukhoi Superjet 100, siendo el primero el accidente del Sukhoi Superjet 100 en Indonesia en 2012.

## Avión

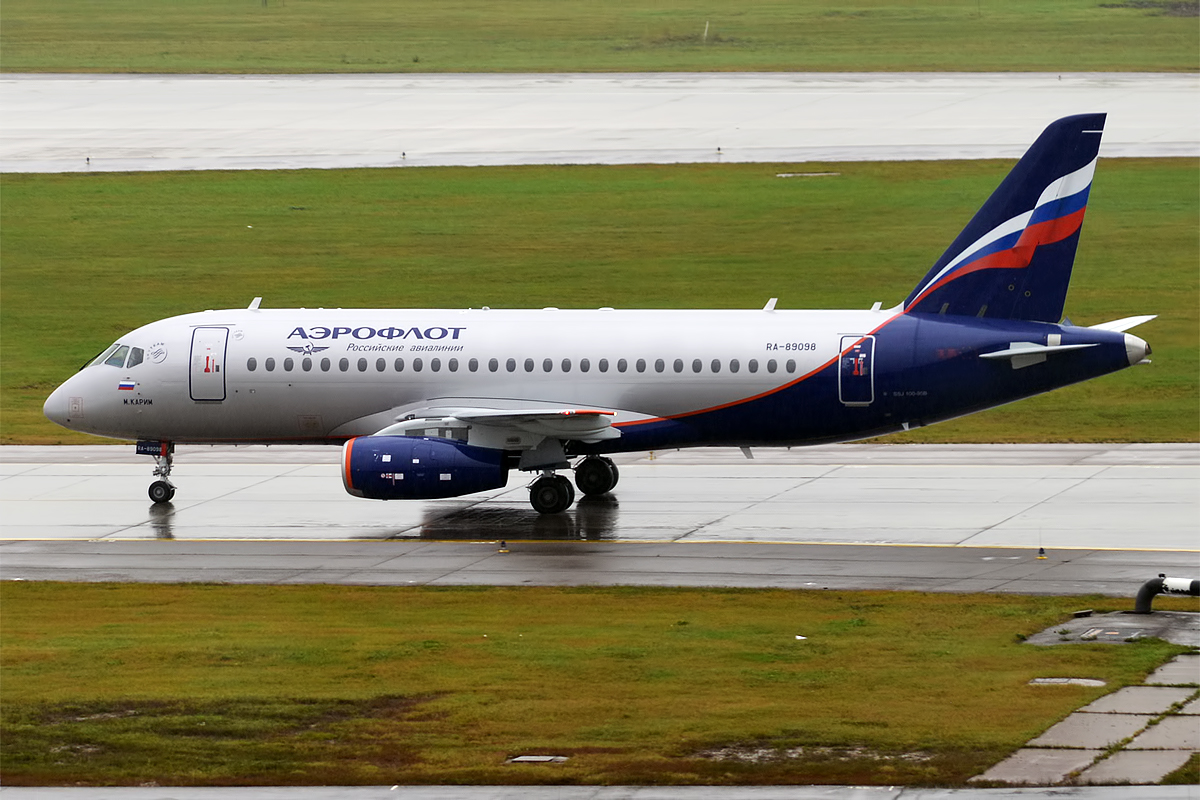
La aeronave accidentada en octubre de 2017.

El avión accidentado era un Sukhoi Superjet 100 de fabricación rusa. La aeronave llevaba el registro RA-89098 y tenía el número de serie del fabricante 95135. Este avión realizó su primer vuelo en junio de 2017.

## Accidente
El vuelo 1492 despegó del Aeropuerto Internacional de Moscú-Sheremétievo con destino al aeropuerto de Múrmansk a las 18:04 hora local (15:04 UTC). La aeronave dejó de ascender en el nivel de vuelo 090 y realizó un cambio de dirección, llevando a cabo un aterrizaje de emergencia 30 minutos después del despegue, cuando se informó que se había desviado de la pista. Posteriormente, la aeronave se incendió. De los cinco tripulantes y 73 pasajeros, se informó que 13 personas habían perdido la vida y se esperaba que el número de fallecidos aumentara. Además, se reportaron diez heridos, y seis personas fueron trasladadas al hospital. El Comité de Investigación de Rusia anunció más tarde que 37 personas habían sobrevivido al desastre, sin confirmar la cifra de las otras 41 a bordo que se temía que hubieran fallecido.

## Investigación
Se ha iniciado una investigación sobre el accidente. El Comité Interestatal de Aviación es responsable de investigar los accidentes de aviación civil en Rusia. El BEA francés participa como representante del estado del diseño del motor del avión, y la EASA ofrecerá asesoramiento técnico al BEA. El 6 de mayo de 2019, el IAC anunció en un comunicado de prensa que ambos registradores de vuelo habían sido recuperados. La grabadora de voz de la cabina (CVR) se encontró en condiciones satisfactorias, pero la cubierta de la grabadora de datos de vuelo (FDR) se dañó por la exposición a temperaturas extremadamente altas, y los especialistas de IAC estaban trabajando para extraer los datos. 
El 17 de mayo, el IAC anunció que se habían leído los datos de los registradores de vuelo y que el análisis estaba en curso. El IAC envió un informe de seguimiento de accidentes a Rosaviatsiya, la autoridad de aviación civil rusa. Rosaviatsiya emitió un boletín de información de seguridad que contenía un resumen del accidente y una serie de recomendaciones.
El 30 de mayo, TASS informó que el experto en IAC, Vladimir Kofman, asistió al Foro de Seguridad del Transporte, donde dijo que "el desastre ocurrió debido a touchdowns difíciles". Su comentario provocó una respuesta brusca de Aeroflot, y el IAC emitió un comunicado de prensa de seis puntos distanciándose de Kofman. El IAC anunció que llevarían a cabo una investigación interna y que Kofman no formaba parte de la investigación del vuelo 1492. 
El IAC solicitó a los medios de comunicación que proporcionaran pruebas de audio o video de "declaraciones publicadas hechas por Kofman". El IAC declaró que continuaban analizando los datos del accidente y que se estaban preparando para el lanzamiento del informe preliminar del 5 de junio, concluyendo que "a este respecto, ni el IAC ni otras personas actualmente no pueden tener información confiable sobre el establecimiento por parte del equipo de Investigación de las causas del accidente fatal".

### Informe provisional
El 14 de junio, el IAC publicó su informe provisional, presentando una reconstrucción detallada del accidente, pero no emitió ninguna conclusión. Se señaló que los pilotos no solicitaron la evitación activa de tormentas al control de tráfico aéreo. No obstante, ingresaron al segundo segmento de la partida, iniciando un giro a la derecha alrededor de la tormenta antes de lo prescrito. El piloto en control tuvo dificultades para mantener la altitud en vuelo manual durante una maniobra en órbita con un ángulo de inclinación de 40 grados y se desvió en más de 200 pies (61 m) de su altitud asignada, lo que provocó múltiples alertas auditivas. Adicionalmente, se señaló que la tripulación omitió realizar la sesión informativa de aproximación y la lista de verificación de aproximación, y no estableció la altitud de giro. El piloto descendió por debajo de la pendiente de planeo , llegando a 270 pies (82 m) AGL, y aumentó el empuje del motor, acelerando la aeronave a 15 nudos (28 km / h) por encima de su velocidad de aproximación requerida. Durante el aterrizaje de Durling, las entradas de la barra lateral fueron "de carácter abrupto e intermitente", incluyendo los movimientos de paso de barrido de gran amplitud no observados durante las aproximaciones en la ley de vuelo normal, pero similares a los de la ley de vuelo directo de otros pilotos de Aeroflot. El informe también indicó que los pilotos ignoraron una advertencia de viento cortante que habría requerido una vuelta, a menos que fuera espuria. Los investigadores encontraron rastros del impacto de un rayo en las antenas, varios sensores, luces de salida y las ventanas de la cabina. Además, se reexaminó el diseño del tren de aterrizaje, concluyendo que cumplía con los requisitos de certificación. Un análisis preliminar del daño sufrido por el ala, utilizando material proporcionado por Sukhoi, reveló que los requisitos de certificación contemporáneos no consideraban el efecto de "impactos secundarios de la célula en el suelo después de la destrucción del tren de aterrizaje". No obstante, el informe provisional no analizó los factores de supervivencia del accidente.